# The Human Contradiction
The Human Contradiction è il quarto album in studio del gruppo musicale symphonic metal olandese dei Delain, pubblicato nel 2014. È l'ultimo album col batterista Sander Zoer.

## Tracce
Testi di Charlotte Wessels, musiche di Guus Eikens, Wessels e Martijn Westerholt, tranne dove indicato.
1. Here Come the Vultures – 6:05
2. Your Body Is a Battleground (feat. Marco Hietala) – 3:50
3. Stardust – 3:57
4. My Masquerade – 3:43
5. Tell Me, Mechanist (feat. George Oosthoek) – 4:52
6. Sing to Me (feat. Marco Hietala) – 5:09
7. Army of Dolls – 4:57
8. Lullaby – 4:56
9. The Tragedy of the Commons (feat. Alissa White-Gluz) – 4:31

Disco 2 (bonus incluso nel digipack)
1. Scarlet – 4:36
2. Don't Let Go – 3:56
3. My Masquerade (live) – 5:02
4. April Rain (live) – 4:45 (musica: Westerholt)
5. Go Away (live) – 3:42 (testo: Wessels, Eikens – musica: Eikens, Westerholt)
6. Sever (live) – 4:54 (testo: Rein Doze – musica: Westerholt)
7. Stay Forever (live) – 4:31 (testo: Wessels, Ronald Landa – musica: Westerholt, Landa)
8. Sing to Me (Orchestra Version) – 3:41
9. Your Body Is a Battleground (Orchestra Version) – 3:20

## Formazione
- Charlotte Wessels – voce
- Martijn Westerholt – pianoforte, tastiere
- Timo Somers – chitarre soliste e ritmiche, cori
- Otto Schimmelpenninck van der Oije – basso, cori, voce death
- Sander Zoer – batteria

Altri musicisti
- Guus Eikens – chitarra addizionale (traccia 5)
- Oliver Philipps – cori (tracce 4, 9), chitarra addizionale (traccia 5)
- Mike Coolen & Ruben Israël – batteria addizionale (traccia 5)
- Marco Hietala – seconda voce (tracce 2, 6)
- George Oosthoek – voce death (traccia 5)
- Alissa White-Gluz – voce death e cori (traccia 9)
- Peppersweet – cori (traccia 1)
- Georg Neuhauser – cori (traccia 9)

## Classifiche
| Classifica        | Posizione massima |
| ----------------- | ----------------- |
| Belgio (Fiandre)  | 65                |
| Belgio (Vallonia) | 90                |
| Francia           | 106               |
| Germania          | 40                |
| Paesi Bassi       | 25                |
| Svizzera          | 24                |